# 살라미 기술
살라미 기술(salami slicing tactics, salami slicing, salami tactics, salami-slice strategy, salami attacks)은 반대 의견을 극복하기 위해 사용되는 위협과 연합의 분할통치 프로세스이다. 이를 통해 공격자가 활동 영역에 영향을 주고 궁극적으로 장악할 수 있다. 이러한 방식으로 반대 정당 내의 반대 의견은 "얇게 하나씩 썰어내는 듯이" 제거된다.
얇게 썰어먹는 소시지인 살라미에서 따온 말이다.

## 같이 보기
- 끓는 물 속의 개구리
- 나치가 그들을 덮쳤을 때
- 분할통치
- 심리전
- 아스트로터핑
- 인신 공격의 오류
- 정체성 정치
- 증오언설
- 포크배럴
- 흑색선전

## 추가 문헌
- Horvath, John. 2000. Salami Tactics, Telepolis, at Heise.de online. Retrieved July 11, 2005.
- Salami tactics - Central and Eastern Europe 1945-8